# Список Константинопольських патріархів
Список апостолів, єпископів і патріархів Константинопольської православної церкви з роками правління.

## Візантійські єпископи (38— 330)
- Андрій Первозванний (до 38) (засновник)
- Стахій (38—54)
- Онисим (54—68)
- вакантний престол
- Полікарп I (71—89)
- Плутарх (89—105)
- Седекіон (105—114)
- Діоген (114—129)
- Елевферій (129—136)
- Фелікс (136—141)
- Полікарп II (141—144)
- Афінодор (Афіноген) (144—148)
- Евзой (148—154)
- Лаврентій (154—166)
- Аліпій (Олімпій) (166—169)
- Пертінакс (169—187)
- Олімпіан (187—198)
- Марк I (198—211)
- Філадельф (211—217)
- Киріак I (Кирилліан) (217—230)
- Кастін (230—237)
- Євгеній I (240—242)
- Тит (242—272)
- Дометій (272—284)
- Руфін (284—293)
- Проб (293—306)
- Митрофан I (306—314)
- Александр (314—337)

## Архієпископи Константинопольські (330—451)
- Павло I (337—339)
- Євсевій Нікомедійський (339—341) (аріанський архієпископ)
- Павло I (341—342) (вдруге)
- Македоній I (342—346) (аріанський архієпископ)
- Павло I (346—351) (втретє)
- Македоній I (351—360) (вдруге)
- Євдоксій Антіохійський (360—370) (аріанський архієпископ)
- Євагрій (370, можливо також 380)
- Демофіл (370—380)
- Максимій I Константинопольський (380)
- Григорій I Богослов (380—381)
- Нектарій (381—397)
- Іван I Золотоустий (398—404)
- Арсакій Тарсійський (404—405)
- Аттик (406—425)
- Сісіній I (426—427)
- Несторій (428—431)
- Максиміан (431—434)
- Прокл (434—446)
- Флавіан (446—449)
- Анатолій (449—458) (з 451 — патріарх)

## Константинопольські патріархи (з 451)
- Геннадій I (458—471)
- Акакій (472—489)
- Фравіта (Флавій II)  (489)
- Євфимій (489—495)
- Македоній II (495—511)
- Тимофій I (511—518)
- Іван II Каппадокієць (518—520)
- Єпіфаний I (520—535)
- Анфімій I (535—536)
- Міна (536—552)
- Євтихій (552—565)
- Іван III Схоластик (565—577)
- Євтихій (577—582) (відновлений)

## Вселенські патріархи (з 587 або 588)
- Іван IV Постник (582—595)
- Кіріак (595—606)
- Фома I (607—610)
- Сергій I (610—638), монофеліт
- Пірр (638—641), монофеліт
- Павло II (641—653), монофеліт
- Пірр (654) (вдруге), монофеліт
- Петро (654—666), монофеліт
- Фома II (667—669)
- Іоан V (669—675)
- Костянтин I (675—677)
- Феодор I (677—679)
- Георгій I (679—686), монофеліт
- Феодор I (686—687) (вдруге)
- Павло III (687—693)
- Каллінікій I (693—705)
- Кир (706—711)
- Іоан VI (712—714)
- Герман I (715—730)
- Анастасій (730—754)
- Костянтин II (754—766)
- Микита I (766—780)
- Павло IV Новий (780—784)
- Тарасій (784—806)
- Никифор I (806—815)
- Феодотій I Кассітера (815—821)
- Адоній I Кассімата (821—836)
- Іван VII Граматик (836—842)
- Мефодій I (842—846)

### Загострення відносин між Східною і Західною церквами
- Ігнатій (846—858)
- Фотій I Великий (858—867)
- Ігнатій (867—877) (вдруге)
- Фотій I Великий (877—886) (вдруге)
- Стефан I (886—893)
- Антоній II Кавлея (893—901)
- Микола I Містик (901—907)
- Євфимій I (907—912)
- Микола I Містик (912—925) (вдруге)
- Стефан II Амасійський (925—928)
- Трифон (928—931)
- Феофілакт Лакапен (931—956)
- Поліект Златоуст (956—970)
- Василій I Скамандрин (970—974)
- Антоній III Студит (974—980)
- вакантний престол
- Микола II Хрисоверг (980—991 або 984—995)
- Сісіній ІІ (996—999)
- Сергій II Студит (999—1019)
- Євстафій (1020—1025)
- Алексій Студит (1025—1043)
- Михаїл I Кіруларій (1043—1059)

### ПісляВеликої схизми(1054)
- Костянтин III Ліхуд (1059—1063)
- Іван VIII Ксифілін (1063—1075)
- Косьма I Єрусалиміт (1075—1081)
- Євстратій Гарида (1081—1084)
- Миколай III Грамматик (1084—1111)
- Іван IX Агапіт (Ієромнемон) (1111—1134)
- Лев Стипп (1134—1143)
- Михаїл II Оксеїт (Курку) (1143—1146)
- Косьма II Аттик (1146—1147)
- Миколай IV Музалон (1147—1151)
- Феодот II (1151—1153)
- Неофіт I (1153) (обраний, але не інтронізований)
- Костянтин IV Хліарин (1154—1156)
- Лука Хрисоверг (1156—1169)
- Михаїл III (1170—1177)
- Харитон Євгеніот (1177—1178)
- Феодосій I Ворадіот (1178—1183)
- Василій II Каматерос (Філакопул) (1183—1186)
- Микита II Мунтан (1187—1189)
- Леонтій Феотокіт (1189—1190)
- Досіфей (Феодосій II) (1190—1191)
- Георгій II Ксифилін (1191—1198)
- Іван X Каматір (1198—1206)
- Михаїл IV Авторіан (1207—1213)
- Феодор II (1213—1215)
- Максим II (1215)
- Мануїл I Харитопул (1215—1222)
- Герман II (1222—1240)
- Мефодій II (1240)
- Мануїл II (1240—1255)
- святий Арсеній Авторіан (1255—1260)
- Никифор II (1260—1261)
- Арсеній Авторіан (1261—1267) (вдруге)
- Герман III (1267)
- Йосип I Галесіот (1267—1275)
- Іван XI Веккос (1275—1282)
- Йосип I Галесіот (1282—1283) (вдруге)
- Григорій II Кіпрський (1283—1289)
- Афанасій I (1289—1293)
- Іван XII (1294—1304)
- Афанасій I (1304—1310) (вдруге)
- Ніфонт I (1311—1315)
- Іван XIII Гликіс (1316—1320)
- Герасим I (1320—1321)
- вакантний престол
- Ісайя (1323—1334)
- Іван XIV Калека (1334—1347)
- Ісидор I (1347—1350)
- Калліст I (1350—1354)
- Філофей (1354—1355)
- Калліст I (1355—1363) (вдруге)
- Філофей (1364—1376) (вдруге)
- Макарій (1376—1379)
- Ніл Керамей (1380—1388)
- Антоній IV (1389—1390)
- Макарій (1390—1391) (вдруге)
- Антоній IV (1391—1397) (вдруге)
- Калліст II Ксанфопул (1397)
- Матфей I (1397—1410)
- Євфимій II (1410—1416)
- Йосиф II (1416—1439)
- Митрофан II (1440—1443)
- Григорій III Мамма (1443—1450)
- Афанасій II (1450—1453)

### Константинополь під владою Османської імперії
- Геннадій II Схоларій (1454—1456)
- Ісидор II Ксанфопул (1456—1462)

Думки вчених про спадковість патріархів в період з 1462 по 1472 розходяться. Основні положення полягають у наступному. Нижче подані варіанти з книги Деметріуса Кімінаса «The Ecumenial Patriarchate», досліджень Віталієна Лорана та Германа Сардського. Сайт Вселенського патріархату подає список у версії Германа Сардського.
| Версія Кімінаса | Версія Лорана | Версія Германа |
| --- | --- | --- |
| - Йоасаф I Кокка (1462—1463) - Геннадій II Схоларій (1463) (вдруге) - Софроній I (1463—1464) - Геннадій II Схоларій (1464—1465) (втретє) - Марк II (1465—1466) - Симеон I Трапезундський (1466) - Діонісій I (1466—1471) - Симеон I Трапезундський (1471—1475) (вдруге) - Рафаїл I (1475—1476) | - Йоасаф I Кокка (1462—1463) - Геннадій II Схоларій (1463) (вдруге) - Софроній I Сиропул (1463—1464) - Геннадій II Схоларій (1464—1465) (втретє) - Симеон I Трапезундський (1465) - Марк II (1466) - Діонісій I (1466—1471) - Марк II (1471) (вдруге) - Симеон I Трапезундський (1471—1475) (вдруге) - Рафаїл I (1475—1476) | - Геннадій II Схоларій (1462—1463) (вдруге) - Софроній I (1463—1464) - Геннадій II Схоларій (1464) (втретє) - Йоасаф I Кокка (1465—1466) - Марк II (1466) - Симеон I Трапезундський (1466) - Діонісій I (1467—1471) - Симеон I Трапезундський (1471—1475) (вдруге) - Рафаїл I (1475—1476) |

- Максим III (1476—1481)
- Симеон I Трапезундський (1482—1486) (втретє)
- Ніфонт II (1486—1488)
- Діонісій I (1488—1490) (вдруге)
- Максим IV (1491—1497)
- Ніфонт II (1497—1498) (вдруге)
- Йоаким I (1498—1502)
- Ніфонт II (1502) (втретє)
- Пахомій I (1503—1504)
- Йоаким I (1504) (вдруге)
- Пахомій I (1504—1513) (вдруге)
- Феолепт I (1513—1522)
- Єремія I (1522—1526)
- Йоанникій I (1526)
- Єремія I (1526—1546) (вдруге)
- Діонісій II (1546—1556)
- Йоасаф II (1556—1565)
- Митрофан III (1565—1572)
- Єремія II Транос (1572—1579)
- Митрофан III (1579—1580) (вдруге)
- Єремія II Транос (1580—1584) (вдруге)
- Пахомій II (1584—1585)
- Феолепт II (1585—1586)
- Єремія II Транос (1587—1595) (втретє)
- Матфей II (1596)
- Гавриїл I (1596)
- вакантний престол
- Феофан I (1597)
- Мелетій I Пігас, патріарх Александрійський (1597—1598; locum tenens)
- Матфей II (1598—1602) (вдруге)
- Неофіт II (1602—1603)
- Матфей II (1603) (втретє)
- Рафаїл II (1603—1607)
- Неофіт II (1607—1612) (вдруге)
- Кирило I Лукаріс, патріарх Александрійський (1612; locum tenens)
- Тимофій II Мармарінос (1613—1620)
- Кирило I Лукаріс (1620—1623)
- Григорій IV (1623)
- Антим II (1623)
- Кирило I Лукаріс (1623—1633) (вдруге)
- Кирило II (1633)
- Кирило I Лукаріс (1633—1634) (втретє)
- Афанасій III Пателларій (1634)
- Кирило I Лукаріс (1634—1635) (вчетверте)
- Кирило II Контаріс (1635—1636) (вдруге)
- Неофіт III Нікейський (1636—1637)
- Кирило I Лукаріс (1637—1638) (вп'яте)
- Кирило II Контаріс (1638—1639) (втретє)
- Парфеній I (1639—1644)
- Парфеній II (1644—1646)
- Йоанникій II (1646—1648)
- Парфеній II (1648—1651) (вдруге)
- Йоанникій II (1651—1652) (вдруге)
- Кирило III Спанос (1652)
- Афанасій III Пателларій (1652) (вдруге)
- Паїсій I (1652—1653)
- Йоанникій II (1653—1654) (втретє)
- Кирило III Спанос (1654) (вдруге)
- Паїсій I (1654—1655) (вдруге)
- Йоанникій II (1655—1656) (вчетверте)
- Парфеній III (1656—1657)
- Гавриїл II (1657)
- Парфеній IV (1657—1662)
- Діонісій III (1662—1665)
- Парфеній IV (1665—1667) (вдруге)
- Климент (1667)
- Мефодій III Мороніс (1668—1671)
- Парфеній IV (1671) (втретє)
- Діонісій IV Муселіміс (1671—1673)
- Герасим II (1673—1674)
- Парфеній IV (1675—1676) (вчетверте)
- Діонісій IV Муселіміс (1676—1679) (вдруге)
- Афанасій IV (1679)
- Яків (1679—1682)
- Діонісій IV Муселіміс (1682—1684) (втретє)
- Парфеній IV (1684—1685) (вп'яте)
- Яків (1685—1686) (вдруге)
- Діонісій IV Муселіміс (1686—1687) (вчетверте)
- Яків (1687—1688) (втретє)
- Каллінік II (1688)
- Неофіт IV (1688—1689)
- Каллінік II (1689—1693) (вдруге)
- Діонісій IV Муселіміс (1693—1694) (вп'яте)
- Каллінік II (1694—1702) (втретє)
- Гавриїл III (1702—1707)
- Неофіт V (1707)
- Кипріян (1707—1709)
- Афанасій V (1709—1711)
- Кирило IV (1711—1713)
- Кипріян (1713—1714) (вдруге)
- Косьма III (1714—1716)
- Єремія III (1716—1726)
- Каллінік III (1726 — кілька годин)[3]
- Паїсій II (1726—1732)
- Єремія III (1732—1733) (вдруге)
- Серафим I (1733—1734)
- Неофіт VI (1734—1740)
- Паїсій II (1740—1743) (вдруге)
- Неофіт VI (1743—1744) (вдруге)
- Паїсій II (1744—1748) (втретє)
- Кирило V Каракаллос (1748—1751)
- Паїсій II (1751—1752) (вчетверте)
- Кирило V Каракаллос (1752—1757) (вдруге)
- Каллінік IV (III) (1757)
- Серафим II (1757—1761)
- Йоанникій III (1761—1763)
- Самуїл I (1763—1768)
- Мелетій II (1768—1769)
- Феодосій II (1769—1773)
- Самуїл I (1773—1774) (вдруге)
- Софроній II (1774—1780)
- Гавриїл IV (1780—1785)
- Прокопій (1785—1789)
- Неофіт VII (1789—1794)
- Герасим III (1794—1797)
- Григорій V (1797—1798)
- Неофіт VII (1798—1801) (вдруге)
- Каллінік V (IV) (1801—1806)
- Григорій V (1806—1808) (вдруге)
- Каллінік V (IV) (1808—1809) (вдруге)
- Єремія IV (1809—1813)
- Кирило VI (1813—1818)
- Григорій V (1818—1821) (втретє)
- Євгеній II (1821—1822)
- Антим III (1822—1824)
- Хрисант (1824—1826)
- Агафангел (1826—1830)
- Константій I (1830—1834)
- Константій II (1834—1835)
- Григорій VI (1835—1840)
- Антим IV (1840—1841)
- Антим V (1841—1842)
- Герман IV (1842—1845)
- Мелетій III (1845)
- Антим VI (1845—1848)
- Антим IV (1848—1852) (вдруге)
- Герман IV (1852—1853) (вдруге)
- Антим VI (1853—1855) (вдруге)
- Кирило VII (1855—1860)
- Йоаким II (1860—1863)
- Софроній III (1863—1866)
- Григорій VI (1867—1871) (вдруге)
- Антим VI (1871—1873) (втретє)
- Йоаким II (1873—1878) (вдруге)
- Йоаким III (1878—1884)
- Йоаким IV (1884—1886)
- Діонісій V (1887—1891)
- Неофіт VIII (1891—1894)
- Антим VII (1895—1897)
- Костянтин V (1897—1901)
- Йоаким III (1901—1912) (вдруге)
- Герман V (1913—1918)
- вакантний престол
- Мелетій IV (1921—1923)

### Патріархи новітнього періоду
- Григорій VII (1923—1924)
- Константин VI (1924—1925)
- Василій III (1925—1929)
- Фотій II (1929—1935)
- Веніямин (1936—1946)
- Максим V (1946—1948)
- Афінагор (1948—1972)
- Димитрій (1972—1991)
- Варфоломій I (з 22 жовтня 1991 року)